# Joseph Verbis Lafleur
Joseph Verbis Lafleur (Ville Platte, Luisiana, 24 de enero de 1912 - cerca de Liloy, Filipinas, 7 de septiembre de 1944) fue un sacerdote católico del Ordinariato Militar de los Estados Unidos que murió en el hundimiento del Shin'yō Maru. Su proceso de beatificación fue abierto el 5 de septiembre de 2020.

## Primeros años de vida
Joseph Lafleur nació y creció en 1912 en Ville Platte, en la Luisiana rural, era el cuarto hijo de una familia cajún de siete hermanos. Su padre abandonó a la familia cuando Joseph apenas tenía doce años. Su madre tuvo que hacerse cargo de sus siete hijos haciendo trabajos esporádicos y cultivando un pequeño huerto.
Cuando tenía catorce años pidió a su madre y a su párroco que le ayudasen a ingresar en el seminario, pues deseaba ser sacerdote.  Tras once años de preparación fue ordenado sacerdote en 1938, celebrando la primera misa en su parroquia, la iglesia católica de la parroquia de St Landry, en Opelousas (Luisiana).

## Servicio militar
Lafleur se alistó como capellán en el Ejército de los Estados Unidos antes de la Segunda Guerra Mundial y sirvió  en el Cuerpo Aéreo del Ejército en Clark Field, el puesto que tuvo ese cuerpo en Filipinas. Cuando estalló la guerra, se negó a ser evacuado a un lugar seguro y permaneció en su puesto para socorrer a los heridos y dar la absolución a los moribundos. Fue capturado en mayo de 1942 tras la rendición de Corregidor y pasó dos años en varios campos de prisioneros de guerra japoneses atendiendo a sus compañeros de cautiverio. En septiembre de 1944, él y otros 750 militares estadounidenses fueron embarcados en el buque de guerra japonés, Shin'yō Maru, uno  los que serían conocidos como naves infernales, para llevarlos a Japón. Un submarino estadounidense atacó el convoy y torpedeó el buque sin ser consciente de que transportaba personal estadounidense.

## Condecoraciones militares
Como capellán militar del Ejército de los EE. UU., Lafleur recibió las siguientes condecoraciones:

### Cruz por Servicios Distinguido
El 15 de febrero de 1942 le fue concedida la Cruz por Servicio Distinguido; en el oficio de concesión se exponen los motivos:

por su extraordinario heroísmo en operaciones militares contra un enemigo armado mientras ejercía como capellán en el Escuadrón del Cuartel General, 19.º Grupo de Bombardeo (H), 5.ª Fuerza Aérea, en combate contra las fuerzas enemigas durante el primer ataque japonés a un aeropuerto de las Islas Filipinas el 8 de diciembre de 1941. El capellán Lafleur trabajó entre los heridos, llevándolos a un lugar seguro y reconfortando a los moribundos. Las acciones intrépidas del Primer Teniente LaFleur, su valentía personal y su ferviente dedicación al deber ejemplifican las más altas tradiciones de las fuerzas militares de los Estados Unidos y constituyen un gran honor para él mismo, la 5.ª Fuerza Aérea y las Fuerzas Aéreas del Ejército de los Estados Unidos.
Headquarters, Office of the Department Commander, South West Pacific Command, General Orders No. 2.

### Segunda Cruz por Servicios Distinguido
Una segunda condecoración le fue concedida el 11 de septiembre de 2017, por el heroísmo mostrado durante el tiempo que estuvo prisionero. De acuerdo con el régimen de honores militares de Estados Unidos, con motivo de este segundo premio se le otorgó el Racimo de Hojas de Roble. Los motivos de esta condecoración quedan así expuestos:

por su extraordinario heroísmo del 30 de diciembre de 1941 al 7 de septiembre de 1944. Mientras trataba de evitar su captura a bordo del SS Mayton, el capellán Lafleur fue clave para salvar a tres hombres que saltaron por la borda durante el ataque de un bombardero japonés. Tras el rescate de los tres hombres, ayudó a los soldados a subir a los botes salvavidas hasta que fue el último hombre en el barco, impidiéndole así escapar a Australia. Como prisionero de guerra después del 1 de enero de 1942, el capellán Lafleur construyó una capilla en el campo de prisioneros para atender a hombres de todas las religiones. Abogó continuamente por la provisión de alimentos y medicinas para los prisioneros. A menudo intervino a su favor, lo que resultó en palizas a manos de sus captores. Más tarde, a bordo del «barco del infierno» Shin'yō Maru con destino a Japón, organizó la distribución de las escasas raciones asignadas a aproximadamente 400 prisioneros y se le vio repartiendo sus raciones a otros. El 7 de septiembre de 1944, el submarino USS Paddle, creyendo que transportaba soldados japoneses, hundió el Shinyo Maru. El capellán Lafleur fue visto por última vez ayudando a los prisioneros a escapar, a pesar de que los guardias japoneses disparaban sus armas y lanzaban granadas de mano a la bodega del barco.
Headquarters, Department of the Army, General Orders No. 2017-32.

Se le concedió, además, la Medalla de Prisionero de Guerra, y el Corazón Púrpura.

## Causa de canonización
Durante años, el heroísmo de Lafleur quedó olvidado, pero en la década de 2010, fue investigada por  Michael Bell, director ejecutivo del Instituto Jenny Craig para el Estudio de la Guerra y la Democracia en el Museo Nacional de la Segunda Guerra Mundial en Nueva Orleans. Su relato dio lugar a la concesión póstuma a Lafreur de una segunda Cruz por servicios distinguidos, y la apertura de su causa de beatificación el 5 de septiembre de 2020, la Diócesis Católica Romana de Lafayette, Luisiana, dirigida por el obispo John Douglas Deshotel, abrió oficialmente la causa de su canonización. Es el tercer candidato a la canonización de la Diócesis de Lafayette, después de Auguste Nonco Pelafigue (1888-1977), laico, y Charlene Richard (1947-1959), una joven. El caso de santidad de Pelafigue y Richard se abrió en enero del mismo año.  El 16 de junio de 2021, el arzobispo Timothy Broglio, del ordinariato militar de Estados Unidos, expresó su apoyo a la causa de canonización del sacerdote Joseph Verbis Lafleur, diciendo que espera que "tenga un éxito rápido".